# Ворбертон (Західна Австралія)
Ворбертон (англ. Warburton) — містечко в Австралії. Підпорядковується регіону Голдфілдс-Есперанс у складі штату Західна Австралія.

## Географія
Ворбертон розташовується у центрально-східній частині штату, лежить на північ від  Великої пустелі Вікторія.

### Клімат
Містечко знаходиться у зоні, котра характеризується кліматом тропічних пустель. Найтепліший місяць — січень із середньою температурою 29.4 °C (85 °F). Найхолодніший місяць — червень, із середньою температурою 12.8 °С (55 °F).
| Клімат Ворбертона       | Клімат Ворбертона | Клімат Ворбертона | Клімат Ворбертона | Клімат Ворбертона | Клімат Ворбертона | Клімат Ворбертона | Клімат Ворбертона | Клімат Ворбертона | Клімат Ворбертона | Клімат Ворбертона | Клімат Ворбертона | Клімат Ворбертона | Клімат Ворбертона |
| Показник                | Січ.              | Лют.              | Бер.              | Квіт.             | Трав.             | Черв.             | Лип.              | Серп.             | Вер.              | Жовт.             | Лист.             | Груд.             | Рік               |
| Середній максимум, °C   | 37,5              | 36,5              | 34,2              | 29,1              | 23,8              | 20,4              | 20,3              | 22,5              | 27,1              | 31,2              | 34,2              | 36,6              | 29,6              |
| Середня температура, °C | 29                | 29                | 27                | 21                | 16                | 13                | 12                | 14                | 19                | 23                | 26                | 28                | 22                |
| Середній мінімум, °C    | 22,4              | 21,8              | 19,9              | 14,8              | 10,1              | 6,5               | 5,6               | 7,1               | 11                | 14,9              | 18,2              | 20,9              | 14,6              |
| Норма опадів, мм        | 20                | 20                | 20                | 10                | 10                | 20                | 10                | 10                | 0                 | 10                | 10                | 20                | 210               |
| Днів з дощем            | 3,5               | 3,2               | 2,9               | 2,3               | 3,5               | 3,3               | 2,6               | 2,3               | 1,5               | 2,5               | 3,2               | 4,4               | 35,2              |
| ----------------------- | ----------------- | ----------------- | ----------------- | ----------------- | ----------------- | ----------------- | ----------------- | ----------------- | ----------------- | ----------------- | ----------------- | ----------------- | ----------------- |
| Джерело: Weatherbase    |                   |                   |                   |                   |                   |                   |                   |                   |                   |                   |                   |                   |                   |